# U33C型柴油机车
U33C型柴油机车是美国通用电气公司于1968年推出的一款柴油机车。这款机车是在U30C型柴油机车基础上发展而来的六轴柴油机车，其主要竞争对象是易安迪的SD40、SD40-2型柴油机车，以及美国机车公司的世纪630型柴油机车。型号当中的“U”代表“通用”系列、“33”代表单节功率为3300马力、“C”代表机车轴式为Co-Co。
U33C型柴油机车采用底架承载的单司机室外走廊式车体结构。与同时期的U33B型柴油机车一样，这款机车也采用了压风式冷却以满足功率提升后的冷却需要，冷却室顶部安装有较大面积的散热器，而冷却风扇放在散热器下面，这种散热器布置形式还一直被以后的通用电气柴油机车所沿用。机车装用一台16气缸、四冲程、涡轮增压的FDL16型中速柴油机，额定功率为3300马力。传动系统采用交—直流电传动，柴油机直接驱动一台GTA-11型三相交流同步发电机，发出的三相交流电经硅二极管整流器整流为直流电后，供给六台并联的GE-752型串励直流牵引电动机。机车走行部为两台FB3型浮动摇枕式三轴转向架。
U33C型柴油机车于1968年1月投入批量生产，生产一直持续到1975年1月停产为止，通用电气公司共生产了375台U33C型柴油机车，共有11家美国的一级铁路公司购置了该型机车，包括聖塔菲鐵路、伯灵顿北方铁路、密尔沃基铁路、特拉华和哈德逊铁路、伊利拉克瓦纳铁路、大北方铁路、伊利諾伊中央鐵路、北太平洋铁路、宾州中央铁路、南太平洋铁路、南方铁路。

## 参看
- U30C型柴油机车
- U36C型柴油机车
- U33B型柴油机车